# Crisóstomo de Florina
Crisóstomo Kavuridis (grego: Μητροπολίτης Χρυσόστομος Καβουρίδης; 13 de novembro de 1870, Maditos (Eceabat), Império Otomano  - 7 de setembro de 1955, Atenas, Grécia) - bispo da Igreja Ortodoxa de Constantinopla; metropolita de Florina (1926-1932).
Fundador do ramo "Florinita" do movimento grego do Antigo Calendário, no qual foi canonizado como confessor em 15 (28) de maio de 2016.[carece de fontes?]